# Armata d'Italia
Armata d'Italia (Armée d'Italie) era inizialmente la denominazione dell'esercito francese assegnato al teatro bellico italiano durante le guerre rivoluzionarie a partire dal 1792. Queste truppe combatterono fino al 1795 una dura guerra di montagna sulle Alpi e l'Appennino ligure contro le potenze monarchiche dell'Ancien Régime; quindi dal 1796 l'armata divenne famosa per la lunga serie di vittorie ottenute sotto il comando del giovane generale Napoleone Bonaparte, che per la prima volta mise in evidenza le sue superiori qualità di stratega e di condottiero. L'Armata d'Italia conquistò gran parte dell'Italia settentrionale e centrale.
Dopo le sconfitte subite nel 1799 contro gli eserciti austro-russi, l'Armata d'Italia, al cui comando si succedettero numerosi generali dopo la partenza di Bonaparte per l'Egitto, venne assediata a Genova e quindi, dopo la battaglia di Marengo, venne ricostituita e partecipò alle guerre napoleoniche, conducendo con successo operazioni secondarie in Italia nel 1805 e 1806. Nel 1809 le truppe dell'Armata d'Italia, nei cui ranghi erano stati inseriti numerosi reparti reclutati nel Regno d'Italia, vennero trasferite in Austria e parteciparono, sotto la guida di Eugenio di Beauharnais, alla battaglia di Wagram, mentre nel 1812, l'armata prese parte, sempre al comando del principe Eugenio, alla campagna di Russia. L'Armata d'Italia, denominata in questa occasione IV corpo della Grande Armata, si distinse in numerose battaglie ma venne infine totalmente distrutta nel corso della catastrofica ritirata.
La fama dell'Armata d'Italia resta legata soprattutto alle vittorie conseguite durante la prima campagna d'Italia che ebbero un eccezionale rilievo militare e politico, dimostrarono la combattività dei soldati francesi e resero famoso e potente il generale Bonaparte, esercitando un'influenza decisiva sulla sua carriera e sulla storia della Francia rivoluzionaria.

## Storia

### Costituzione e prime operazioni dell'Armata d'Italia
Nel quadro del piano di potenziamento dell'esercito francese rivoluzionario dopo l'inizio della guerra contro le potenze monarchiche dell'Ancien Régime, il 1º novembre 1792 il Consiglio esecutivo della Repubblica decise di costituire l'Armata d'Italia con le forze appartenenti in precedenza all'ala destra della Armata delle Alpi; il generale Jacques Bernard d'Anselme, già comandante dell'Armata del Varo e conquistatore di Nizza, prese il comando di queste truppe. La situazione dell'armata divenne presto difficile; sorsero contrasti tra il generale Anselme e i politici rivoluzionari e il comandante venne destituito. Ridotta alla difensiva, l'Armata d'Italia dovette cedere per gran parte del 1793 molti reparti all'esercito francese impegnato a riconquistare Tolone.

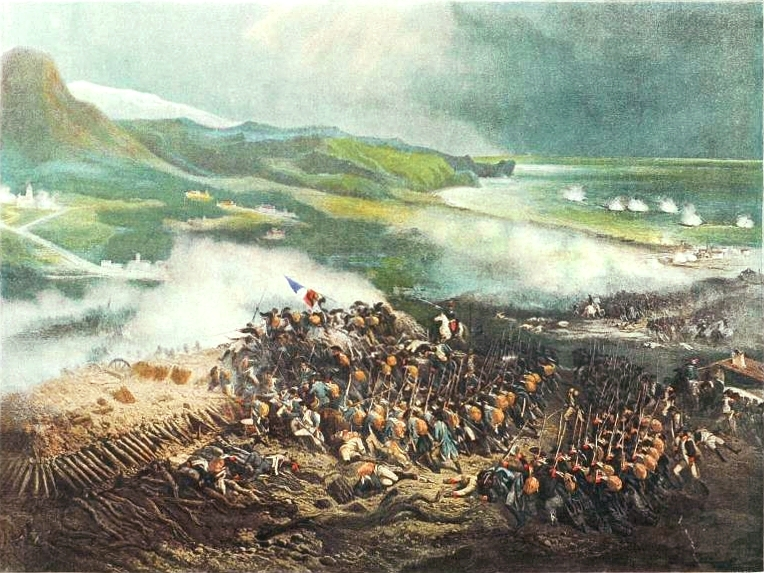
La battaglia di Loano del 24 novembre 1795.

Le operazioni dell'Armata d'Italia divennero più attive dopo l'arrivo, con l'incarico di comandante dell'artiglieria, del generale Napoleone Bonaparte nel marzo 1794; il giovane ufficiale presentò subito una serie di memorie operative in cui delineava un audace piano di operazioni per attaccare il Piemonte. Il generale Pierre Dumerbion, nuovo comandante dell'armata, accolse in parte i piani di Bonaparte e i francesi ottennero alcuni successi a Saorgio e sulla Roia. Il generale Bonaparte era strettamente legato alla fazione giacobina ed era amico di Augustin de Robespierre, che sostenne con il Comitato di salute pubblica il piano di operazioni proposto dal giovane generale. Dopo il 9 Termidoro anno II e la caduta dei giacobini, il generale Bonaparte poté ancora influenzare inizialmente le operazioni dell'Armata d'Italia, che vinse il 21 settembre 1794 la battaglia di Dego, ma ormai il nuovo regime termidoriano era intenzionato a rinunciare alla guerra offensiva, il generale Bonaparte perse il suo incarico e l'armata passò sulla difensiva.
Dopo la decisione politica dell'autunno 1794 di sospendere le operazioni offensive sul fronte delle Alpi, l'Armata d'Italia perse una parte delle posizioni conquistate e continuò una sterile guerra di posizione contro gli eserciti austro-piemontesi. Solo nel settembre 1795 l'armata riprese operazioni più aggressive e, sotto la guida del nuovo comandante, generale Barthélemy Schérer, ottenne una brillante vittoria nella battaglia di Loano il 24 novembre 1795 che permise di raggiungere importanti posizioni tattiche allo sbocco della valle del Tanaro e lungo la costa ligure che fu occupato da Imperia a Savona. Dopo questo successo tuttavia il generale Schérer sospese nuovamente le operazioni a causa soprattutto della debolezza e disorganizzazione delle sue forze.
Finalmente nell'inverno 1795-1796 Lazare Carnot, principale responsabile del Direttorio per gli affari militari e la condotta della guerra, pianificò un nuovo ciclo di operazioni offensive in Germania e Italia per raggiungere successi decisivi. La missione principale sarebbe stata assegnata alle due armate schierate sul fronte tedesco, mentre l'Armata d'Italia avrebbe dovuto sferrare un attacco secondario a partire dalle favorevoli posizioni raggiunte dopo il successo di Loano.
Il generale Schérer appariva pessimista e lamentava le gravi carenze organizzative e materiali della sua armata e le misere condizioni dei soldati; in febbraio 1796 egli si dimise per protesta. Carnot era consapevole delle difficoltà dell'Armata d'Italia; egli era in continuo contatto con il generale Napoleone Bonaparte, ritornato in auge e divenuto comandante dell'Armata dell'interno; il generale manifestò fiducia e sicurezza, rassicurò Carnot e promise il successo. Paul Barras, sollecitato da Giuseppina di Beauharnais sua ex-amante e ora fidanzata di Bonaparte, faceva pressioni per affidare il comando al giovane generale; Carnot temeva le ambizioni del generale Bonaparte ma finì per approvare i suoi piani e per nominarlo il 2 marzo 1796 comandante in capo dell'Armata d'Italia.

### Prima campagna d'Italia
(Proclama del generale Bonaparte ai soldati dell'Armata d'Italia, dopo l'entrata in Milano)
L'assunzione del comando dell'armata da parte del giovane generale Napoleone Bonaparte e il suo arrivo al quartier generale di Nizza il 27 marzo 1796 segnarono un momento decisivo della storia dell'Armata d'Italia. Nonostante l'iniziale scetticismo dei soldati e dei generali superiori e la loro mediocre considerazione per il nuovo comandante, ritenuto inesperto e politicamente compromesso con le torbide vicende della Repubblica, il generale Bonaparte impressionò subito i suoi subordinati con la sua autorevolezza e la sua energia. Piccolo di statura, molto magro, con i capelli lunghi e il volto "sulfureo", il generale, "un matematico o un visionario", impose la sua autorità, dimostrò la sua risolutezza, sollevò il morale delle truppe con promesse di "gloria e bottino" e predispose la rapida attuazione dei suoi ambiziosi piani di guerra.

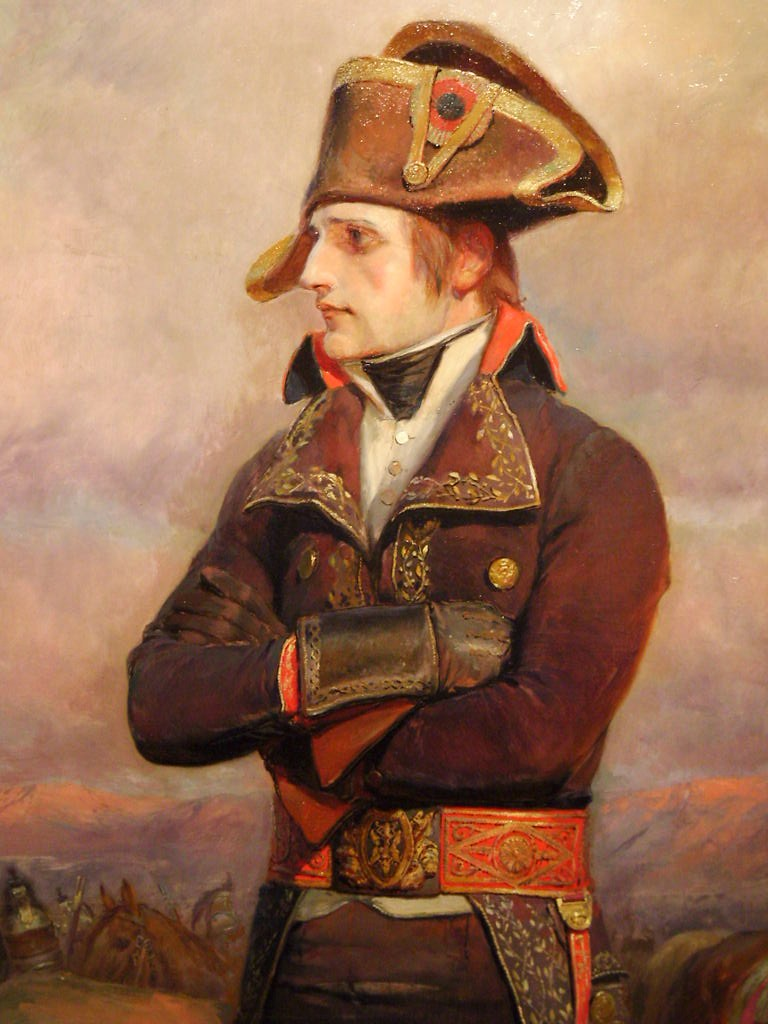
Il generale Napoleone Bonaparte, comandante dell'Armata d'Italia dal 27 marzo 1796 al 16 novembre 1797

L'Armata d'Italia si trovava, al momento dell'assunzione del comando da parte del generale Bonaparte, in condizioni materiali e morali deplorevoli; soprannominata spregiativamente "l'armata dei cenciosi", era costituita ufficialmente da 63.000 soldati, ma la forza effettivamente disponibile per impieghi operativi ammontava a soli 37.600 uomini. Il morale dei soldati non erano alto, erano presenti fenomeni di insubordinazione; i soldati, mal nutriti, poco equipaggiati, con armi insufficienti, senza paghe, impegnati da oltre due anni in una aspra guerra di montagna, erano esasperati. Il generale Bonaparte era pienamente consapevole delle difficoltà e delle deplorevoli condizioni materiali dei suoi uomini ma aveva fiducia nelle loro qualità positive; provenienti in gran parte dalle regioni della Francia meridionale, erano soldati dalla forte motivazione rivoluzionaria, coraggiosi, impetuosi, passionali, agguerriti nonostante la scarsa disciplina.
A partire dal 10 aprile 1796 l'Armata d'Italia diede inizio alla prima campagna d'Italia: cominciò la lunga serie delle vittorie; il generale Bonaparte mise in atto le sue strategia e le sue tattiche, sbalordì il nemico con la risolutezza delle sue azioni e con la violenza degli attacchi e, coadiuvato dai suoi luogotenenti, soprattutto i generale Andrea Massena, Pierre Augereau e Jean Mathieu Sérurier, costrinse entro dieci giorni il Regno di Sardegna a cedere le armi e concludere l'armistizio di Cherasco, mentre l'esercito austriaco, ripetutamente battuto, ripiegò in Lombardia e poi in Trentino. I soldati dell'Armata d'Italia, entusiasti delle vittorie e dell'esaudirsi delle promesse del generale, poterono finalmente approvvigionarsi depredando il ricco territorio. Esaltati dai proclami trionfalistici del comandante dell'armata, iniziarono a stabilire un legame diretto con il generale Bonaparte, il "piccolo caporale" della battaglia di Lodi, ormai ritenuto personalità di rilievo storico.

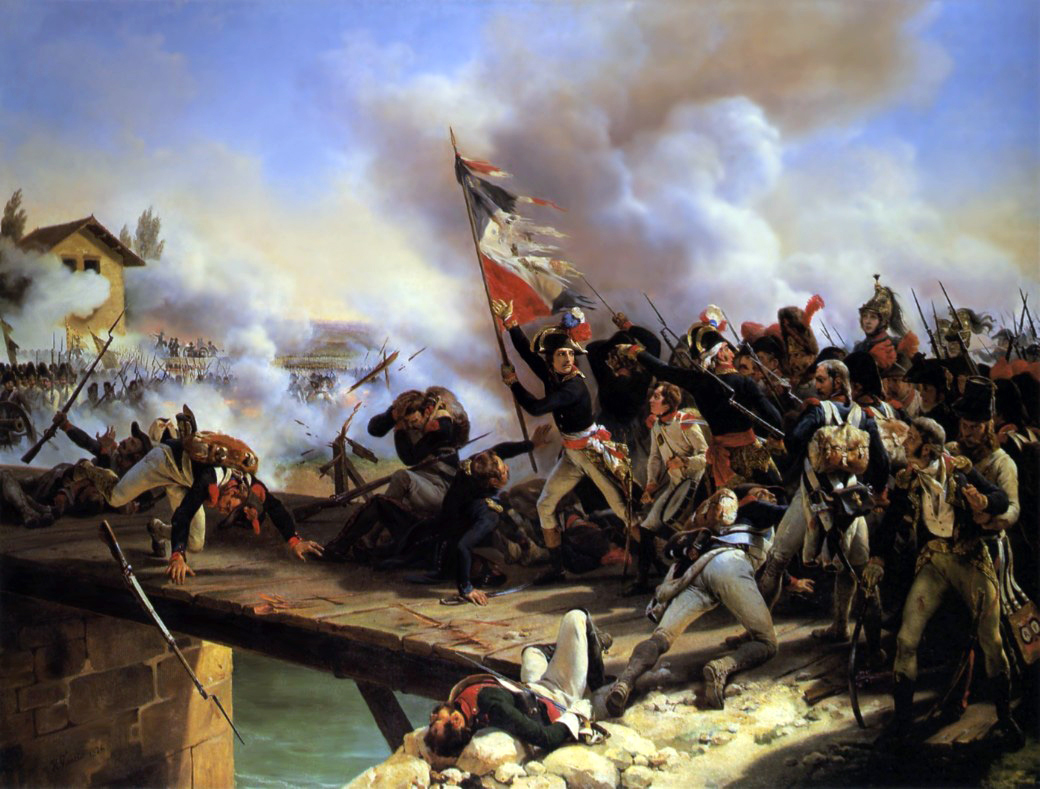
Il generale Napoleone Bonaparte guida l'assalto al ponte di Arcole.

L'Armata d'Italia, dopo essere entrata a Milano il 16 maggio 1796, riprese l'avanzata nella Pianura padana; dopo il passaggio del Mincio a Borghetto, le truppe francesi assediarono la fortezza di Mantova. Il generale Bonaparte assunse un ruolo dominante in Italia; egli condusse una politica personale in autonomia dalle direttive del Direttorio ed estese l'influenza francese occupando Verona, Bologna, Ferrara e Livorno. Le truppe francesi si rifornivano sul posto suscitando il malcontento della popolazione, beni artistici venivano requisiti e inviati in Francia, mentre i rappresentanti giacobini filofrancesi locali collaboravano con l'occupante. Sfruttando la collaborazione locale, il generale Bonaparte sviluppò anche una politica favorevole all'indipendenza ed alla unificazione italiana; il 15 ottobre 1796 promosse la costituzione della Repubblica Cispadana.
Nella seconda metà del 1796 l'Armata d'Italia, oltre ad estendere il predominio francese nella penisola, fu soprattutto impegnata a respingere le ripetute controffensive austriache organizzate per sbloccare la fortezza di Mantova; il generale Bonaparte si trovò spesso in difficoltà e le truppe francesi dovettero impegnarsi in continue marce forzate ed in strenui combattimenti, ma nella battaglia di Castiglione a luglio, nella battaglia del Ponte di Arcole a novembre e nella battaglia di Rivoli a gennaio 1797 il comandante in capo dell'armata confermò la sua grande abilità strategica e ottenne le vittorie decisive che frustrarono i tentativi austriaci. Le truppe francesi dell'armata si batterono con grande valore, la fortezza di Mantova infine si arrese, e, dopo una nuova avanzata a sorpresa verso Tarvisio e il Semmering, il 7 aprile 1797 venne concluso a Leoben l'armistizio con gli austriaci. Il 17 ottobre 1797 il generale Bonaparte concluse la pace di Campoformio coronando il suo successo personale e la vittoria dell'Armata d'Italia che nell'ultima parte della campagna era stata rinforzata da alcuni reparti provenienti dall'Armata di Sambre e Mosa al comando del generale Jean-Baptiste Jules Bernadotte.
Il generale Bonaparte lasciò l'Armata d'Italia dopo un ultimo trionfale proclama da Milano il 12 novembre 1797; dopo aver svolto il ruolo di plenipotenziario al congresso di Rastadt, il generale raggiunse Parigi il 5 dicembre 1797, mentre il comando dell'armata fu assunto dal suo capo di stato maggiore, generale Louis Alexandre Berthier.

### Seconda coalizione

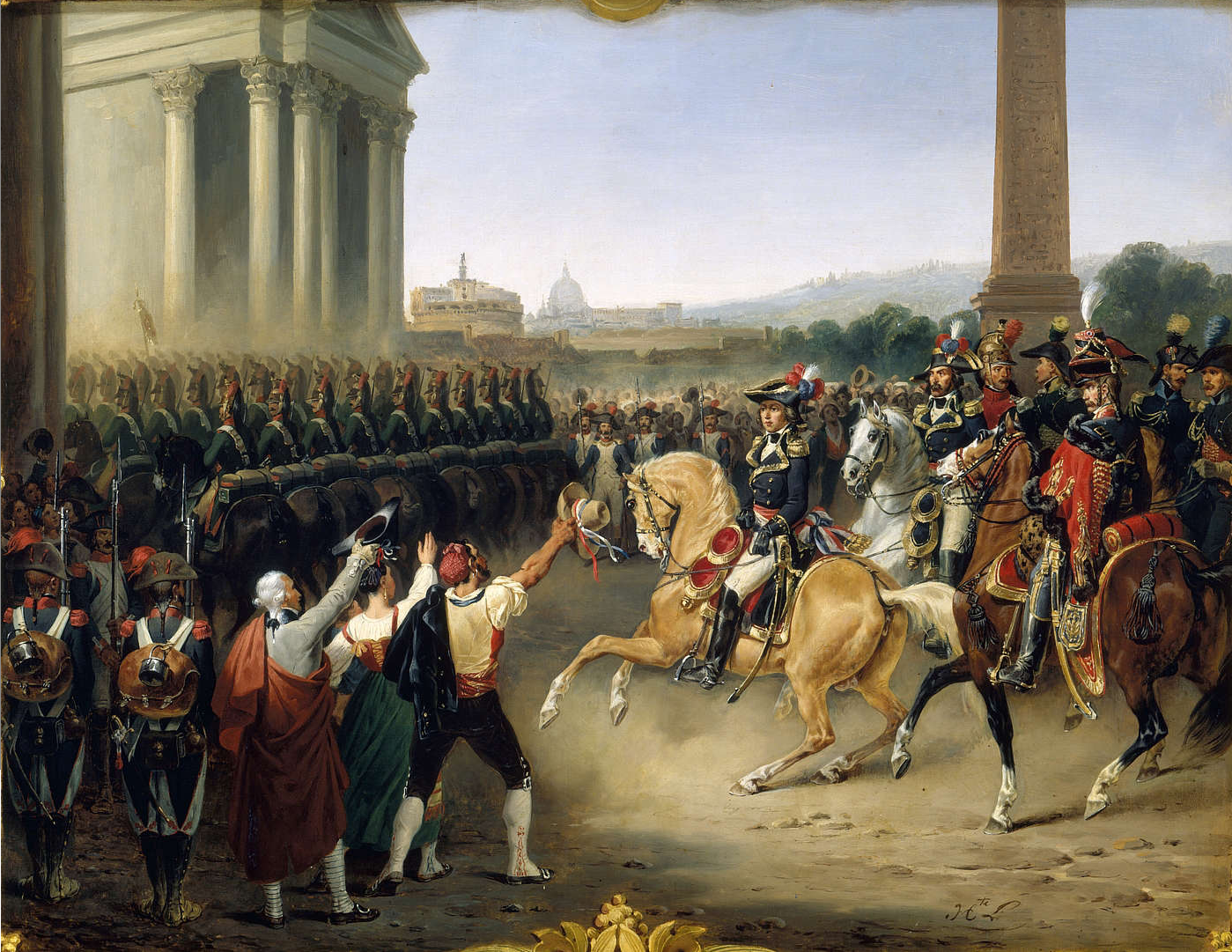
Il generale Louis Alexandre Berthier entra a Roma con le truppe dell'Armata d'Italia l'11 febbraio 1798.

Nonostante la conclusione della pace sul continente il Direttorio intendeva mantenere il predominio francese raggiunto in Italia e quindi l'armata rimase come corpo di occupazione nella Repubblica Cisalpina, creata dal generale Bonaparte accanto alla Repubblica cispadana fin dal 9 luglio 1797. Inoltre la classe dirigente francese, mentre continuava la guerra contro la Gran Bretagna, colse pretesto dalla sommossa antifrancese scoppiata a Roma il 28 dicembre 1797 per ordinare al generale Berthier di marciare con l'armata verso la capitale dello Stato Pontificio. Il generale eseguì la sua missione senza difficoltà: l'Armata d'Italia raggiunse e occupò Roma l'11 febbraio 1798, il papa venne deportato a Siena e venne costituita una nuova repubblica sorella, la Repubblica romana, strettamente dipendente dall'autorità occupante.

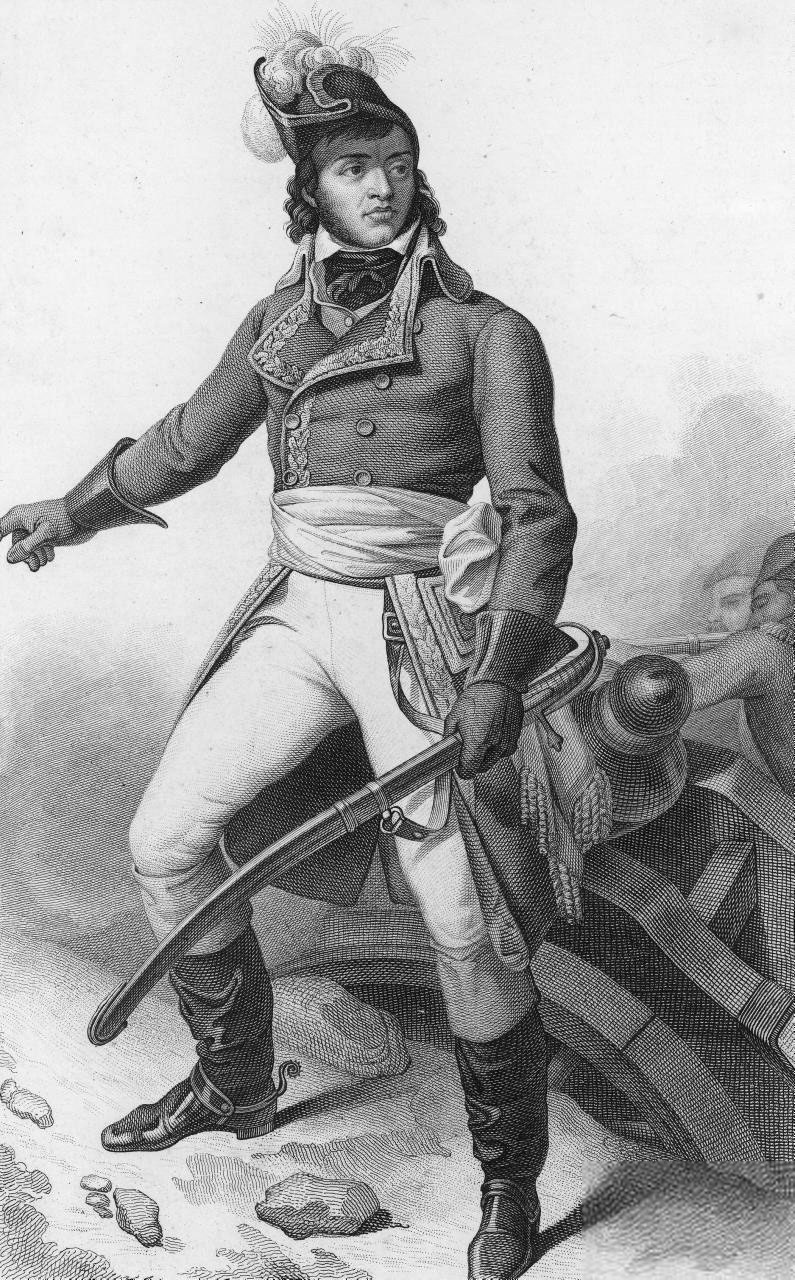
Il generale Barthélemy Joubert, comandante dell'Armata d'Italia nella battaglia di Novi dove venne mortalmente ferito.

Il generale Berthier, scontento del suo incarico, cedette presto il comando dell'Armata d'Italia, che passò al generale Guillaume Brune, mentre una parte delle truppe francesi rimasero a Roma guidate prima dal generale Massena e poi, dopo le proteste tra gli ufficiali francesi per la corruzione e la venalità di questo generale, dal generale Laurent Gouvion-Saint-Cyr. In questa fase si accesero anche violenti contrasti tra le truppe francesi originarie dell'Armata d'Italia e i reparti rivali provenienti dall'Armata di Reno e Mosella, recentemente aggregati alle forze francesi a Roma. Ancor prima dell'inizio della guerra della Seconda coalizione il Direttorio riprese la sua politica di espansione rivoluzionaria e di propaganda; in Italia, il generale Brune, insediato a Milano, favorì le fazioni giacobine e suscitò disordini in Piemonte contro il re di Sardegna; quindi il generale Barthélemy Joubert, succeduto a dicembre 1798 al generale Brune al comando dell'Armata d'Italia, occupò senza incontrare resistenza con le sue truppe il Regno di Sardegna e il re dovette rifugiarsi a Cagliari. Inoltre il generale Jean Étienne Championnet, nuovo comandante delle truppe francesi stanziate a Roma, conosciute come "Armata di Roma" ma formalmente dipendenti dal comando dell'Armata d'Italia, respinse l'attacco dell'esercito del Regno di Napoli, passò alla controffensiva ed il 23 gennaio 1799 raggiunse Napoli dove appoggiò i giacobini locali che avevano proclamato la Repubblica Napoletana.
All'inizio della nuova campagna in Italia, nonostante questa situazione apparentemente molto favorevole, l'Armata d'Italia, comandata di nuovo dal generale Barthélemy Schérer dopo le dimissioni del generale Joubert per contrasti con il Direttorio, poteva schierare solo 45.000 soldati sul fronte dell'Adige di fronte alle forze austriache numericamente superiore che in breve tempo sarebbero state rinforzate dall'esercito russo del maresciallo Aleksandr Vasil'evič Suvorov. In pochi mesi l'esercito francese avrebbe subito una serie di sconfitte, mentre le Repubbliche sarebbero rapidamente crollate sotto l'urto degli eserciti coalizzati e delle sollevazioni popolari legittimiste. Sconfitto e costretto a ripiegare, il generale Schérer venne sostituito dal generale Jean Victor Moreau che tuttavia venne a sua volta battuto il 27 aprile 1799 a Cassano d'Adda e dovette abbandonare la Repubblica cisalpina. I resti dell'Armata d'Italia si ritirarono a Alessandria, in attesa dell'arrivo dal meridione delle truppe della cosiddetta Armata di Napoli passata al comando del generale Étienne Macdonald; il maresciallo Suvorov entrò a Milano.
Dopo essere state a loro volta sconfitte a giugno 1799, le truppe del generale Macdonald ripiegarono in Liguria dove furono raggiunte dai resti dell'Armata d'Italia al cui comando tornò il generale Barthélemy Joubert con l'ordine di riorganizzare le forze e passare alla controffensiva; tutte le conquiste francesi in Italia furono perdute e i coalizzati rientrarono a Napoli, Roma e Torino ristabilendo le antiche monarchie. Il generale Joubert attaccò l'esercito austro-russo del maresciallo Suvorov a nord di Genova il 15 agosto 1799 ma l'Armata d'Italia venne ancora battuta a Novi, lo stesso generale Joubert fu mortalmente ferito e il generale Moreau che aveva assunto il comando dovette organizzare la ritirata verso l'Appennino ligure.

### Seconda campagna d'Italia
L'Armata d'Italia uscì molto provata dalla serie di sconfitte e dovette limitarsi a difendere le sue ultime posizioni in Liguria. Nel frattempo, dopo la pausa invernale e la sconfitta degli austro-russi in Svizzera, il generale Bonaparte, ritornato in Francia dall'Egitto, aveva assunto il potere nella Repubblica come Primo console; egli si impegnò energicamente per riorganizzare l'esercito francese e riprendere l'iniziativa. Bonaparte inviò a Genova il generale Andrea Massena per prendere il comando dei resti dell'Armata d'Italia e rafforzare la difesa sugli Appennini, dando tempo al Primo console di costituire l'Armata di riserva con cui egli intendeva attraversare di sorpresa le Alpi e prendere alle spalle l'esercito austriaco.

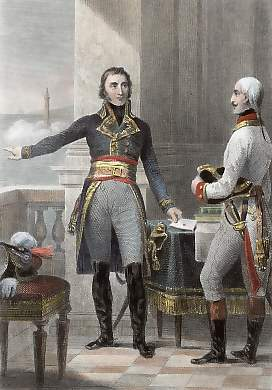
Il generale Andrea Massena, comandante dell'Armata d'Italia nell'aprile 1800, in trattative con gli austriaci durante l'assedio di Genova.

Il generale Massena, coadiuvato dai generali Nicolas Soult e Louis Gabriel Suchet, fece grandi sforzi per migliorare le condizioni dell'Armata d'Italia, costituita da circa 40.000 soldati, e rinforzare le sue difese, ma non fu in grado nell'aprile 1800 di respingere l'offensiva generale austriaca. Nonostante un'accanita difesa le truppe francesi vennero frantumate in due parti, il generale Suchet ripiegò sulla linea del Varo per difendere la Provenza, mentre il generale Massena con 18.000 soldati dell'Armata d'Italia venne assediato a Genova. L'assedio di Genova si prolungò fino al 4 giugno 1800 quando il generale Massena dovette concludere una convenzione di evacuazione; le truppe dell'Armata d'Italia che si erano battute accanitamente ma avevano molto sofferto per i rigori dell'assedio e per la mancanza di viveri e materiali, abbandonarono quindi la città e furono trasportate su navi britanniche sulla costa francese dove si riunirono con le truppe del generale Suchet. Nel frattempo Bonaparte aveva potuto completare con l'Armata di riserva la marcia attraverso le Alpi e sbucare nella Pianura padana; la battaglia di Marengo del 14 giugno 1800 cambiò completamente la situazione: gli austriaci furono sconfitti e conclusero un armistizio evacuando tutte le posizioni conquistate e ripiegando dietro il Mincio.

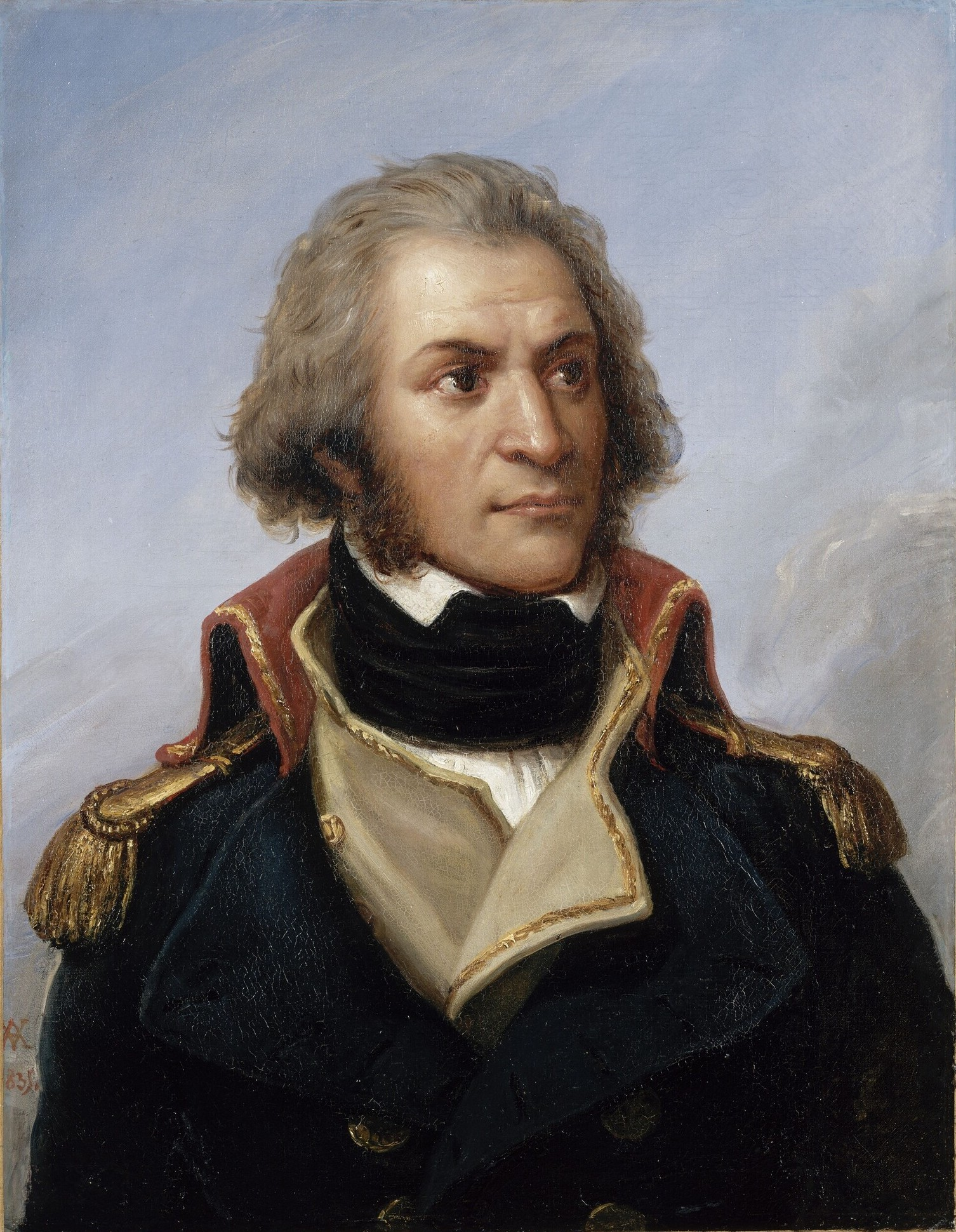
Il generale francese Guillaume Brune, comandante dell'Armata d'Italia nel 1800-1801.

Le ostilità tuttavia ripresero alla fine di novembre 1800 dopo il fallimento dei negoziati per concludere una pace generale; mentre il generale Moreau dirigeva le operazioni in Baviera con l'Armata del Reno, Bonaparte riorganizzò l'Armata d'Italia costituita con le truppe superstiti dei generali Massena e Suchet e con i reparti dell'Armata di riserva vittoriosi a Marengo. Circa 57.000 soldati vennero concentrati sul Mincio al comando del generale Brune, di nuovo al comando dell'armata, mentre altri contingenti al comando del generale Gioacchino Murat e del generale Macdonald invadevano la Toscana e l'Alto Adige.
La campagna invernale dell'Armata d'Italia non fu priva di difficoltà; il generale Brune attraversò il Mincio ma a causa di errori tattici il 25 dicembre 1800 alcuni reparti rischiarono di essere sconfitti nella battaglia di Pozzolo; dopo aver superato la grave crisi, i francesi ripresero l'avanzata, mentre l'esercito austriaco, malamente guidato dal generale Heinrich Johann Bellegarde, fu costretto alla ritirata. L'Armata d'Italia superò quindi l'Adige e il Brenta; il 15 gennaio 1801 fu concluso a Tarvisio un nuovo armistizio e gli austriaci si ritirarono ancora a est del Tagliamento. L'Armata d'Italia guidata dal generale Brune aveva contribuito al successo francese ma essa era ormai impiegata in un settore secondario e la guerra fu decisa sul fronte tedesco dal generale Moreau che vinse la battaglia di Hohenlinden. Gli altri reparti francesi nella penisola, la cosiddetta Terza Armata di riserva del generale Murat, occuparono facilmente la Toscana e invasero il Regno di Napoli.
Il 9 febbraio 1801 fu firmata la pace di Luneville a cui sarebbe seguito l'anno seguente il trattato di Amiens; dopo quasi dieci anni la guerra contro la coalizione monarchica si era finalmente conclusa con la vittoria della Repubblica e il Primo console Bonaparte ristabilì il predominio francese in Italia, ricostituendo la Repubblica cisalpina e integrando il Piemonte nel territorio francese. L'Armata d'Italia venne formalmente sciolta e trasformata il 20 giugno 1801 in corps de troupes françaises dans la Cisalpine, quindi il 14 febbraio 1802 prese la denominazione ufficiale di troupes françaises dans la République italienne.

### Guerre napoleoniche
Dopo la ripresa della guerra contro la Gran Bretagna nel 1803 e la costituzione della Terza coalizione nell'estate 1805, Napoleone Bonaparte, divenuto imperatore dei francesi nel 1804, organizzò una nuova Armata d'Italia costituita con le truppe francesi assegnate al teatro dell'Italia settentrionale e dai primi reparti del nuovo esercito del Regno d'Italia. L'esperto maresciallo Massena prese di nuovo il comando dell'armata schierata in posizione lungo la linea dell'Adige; l'imperatore raccomandò al maresciallo di rimanere inizialmente sulla difensiva e mantenere concentrate le sue truppe per compensare la superiorità numerica dell'esercito austriaco in Italia, costituito da oltre 80.000 soldati al comando dell'arciduca Carlo.

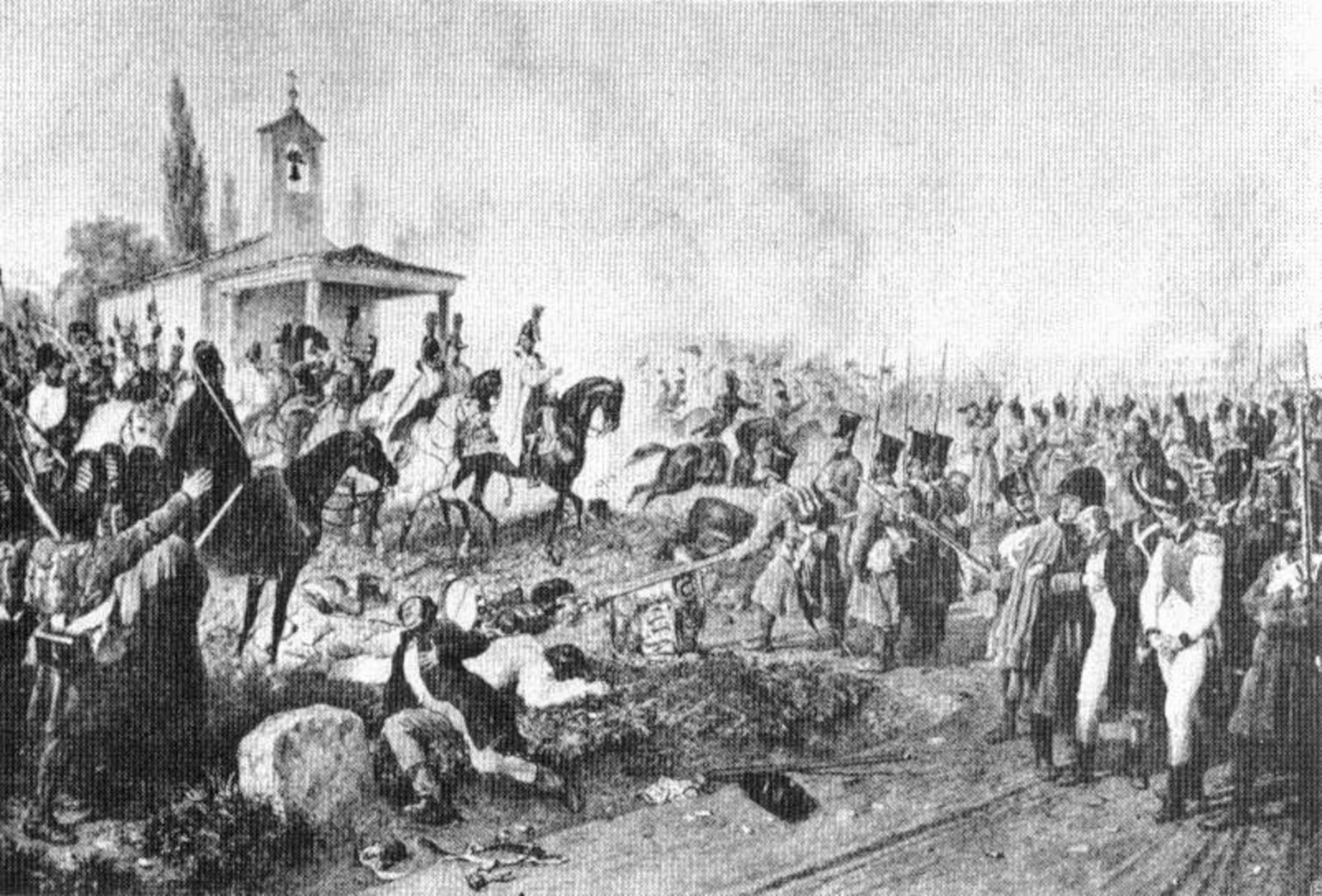
L'esercito austriaco durante la battaglia di Caldiero vinta dall'Armata d'Italia il 29 ottobre 1805.

L'Armata d'Italia all'inizio della campagna infatti contava sull'Adige su soli 42.000 uomini, dato che molte truppe erano state disperse sul territorio per controllare il Piemonte e l'Emilia; era atteso l'arrivo di un corpo di 20.000 soldati al comando del generale Gouvion-Saint-Cyr che aveva evacuato il Regno di Napoli su ordine dell'imperatore per rinforzare il maresciallo Massena. L'Italia era ormai nei piani dell'imperatore un fronte secondario, e la guerra fu decisa dalle schiaccianti vittorie di Napoleone con la Grande Armata sul fronte tedesco nella battaglia di Ulma e nella battaglia di Austerlitz; l'arciduca Carlo, poco risoluto e informato della disfatta in Baviera, non prese l'offensiva e fu il maresciallo Massena che attaccò per impegnare l'avversario. Nella battaglia di Caldiero del 29 ottobre 1805 l'Armata d'Italia ebbe la meglio nonostante l'inferiorità numerica e gli austriaci iniziarono a ripiegare verso nord-est in direzione di Lubiana. L'arciduca Carlo si ritirò progressivamente cedendo le linee del Brenta, del Tagliamento e dell'Isonzo, mentre il maresciallo Massena, dopo aver inviato il generale Gouvion-Saint-Cyr a bloccare la guarnigione austriaca di Venezia, lo seguì da vicino nonostante le difficili condizioni invernali.
Prima del possibile ricongiungimento dell'arciduca Carlo, inseguito dall'Armata d'Italia del maresciallo Massena, con l'esercito principale austro-russo, la battaglia di Austerlitz il 2 dicembre 1805 segnò la completa vittoria di Napoleone e la disgregazione della Terza coalizione. L'imperatore poté quindi procedere alla riorganizzazione e all'estensione del Grande Impero e dei regni direttamente legati alla Francia; il maresciallo Massena ricevette fin dal 27 dicembre 1805 il nuovo incarico di invadere con una parte dell'Armata d'Italia il Regno di Napoli per detronizzare i Borboni e costituire un nuovo regime satellite. La missione venne rapidamente portata a termine dal maresciallo e le truppe francesi dell'armata occuparono il territorio peninsulare; la famiglia reale fuggi a Palermo, il 30 marzo 1806 Giuseppe Bonaparte divenne re di Napoli e in un primo momento solo la fortezza di Gaeta prolungò la resistenza fino al 18 giugno 1806.

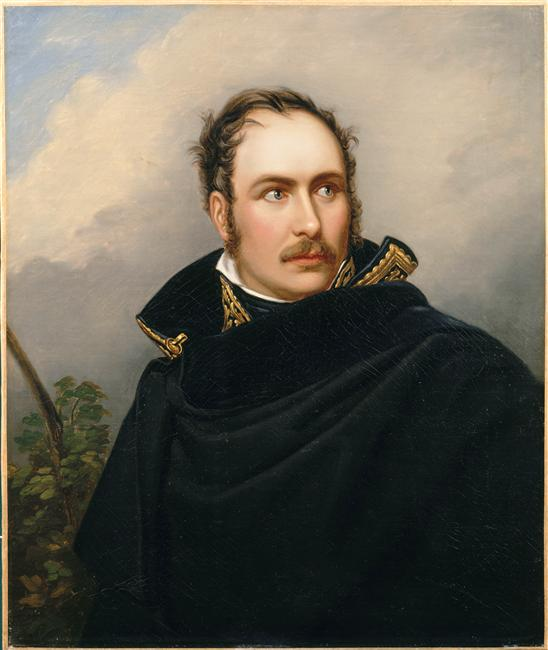
Il viceré d'Italia Eugenio di Beauharnais.

In realtà ben presto le truppe francesi dovettero affrontare l'insurrezione reazionaria della popolazione della Calabria e le truppe britanniche sbarcate nel Golfo di Sant'Eufemia; fino al 1808 una parte dei reparti francesi presenti in Italia dovettero essere impiegate, al comando del maresciallo Massena e del generale Jean Reynier, in una spietata repressione della sollevazione legittimista e in difficili operazioni belliche per contrastare e respingere i britannici. Durante la guerra della quarta coalizione, il maresciallo Massena fu richiamato dalla penisola e impegnato nella primavera 1807 nel comando di un corpo d'osservazione in Polonia e l'Armata d'Italia venne schierata in Italia settentrionale al comando diretto del viceré Eugenio di Beauharnais per controllare eventuali iniziative austriache; oltre 120.000 soldati francesi furono ammassati in Italia in questo periodo delle guerre napoleoniche.
L'Armata d'Italia, sempre al comando del giovane ma capace viceré Eugenio, tornò a svolgere un ruolo bellico di rilievo durante la guerra della quinta coalizione; nel marzo 1809, organizzata in due corpi d'armata, era costituita da nove divisioni, sei francesi e tre italiane, con oltre 70.000 soldati e 132 cannoni. Inizialmente il viceré Eugenio fu colto di sorpresa; le truppe dell'Armata d'Italia non erano ancora concentrate e l'esercito austriaco dell'arciduca Giovanni prese l'offensiva attraverso la conca di Caporetto e la valle del fiume Natisone. I francesi e gli italiani furono sconfitti nella battaglia di Sacile e dovettero abbandonare il Veneto e presero posizione dietro il Mincio, ma la situazione prestò cambiò grazie alle vittorie di Napoleone in Baviera; l'esercito austriaco ricevette ordine di ripiegare e, diviso in due masse, si ritirò attraverso il Semmering e su Marburgo e Graz, inseguito dall'Armata d'Italia che avanzò organizzata in due gruppi separati al comando del viceré e del generale Étienne Macdonald.
Il 13 giugno l'arciduca Giovanni raggiunse Raab dove il giorno dopo fu attaccato dall'Armata d'Italia guidata dal viceré Eugenio; la battaglia di Raab si concluse con la vittoria francese e gli austriaci ripiegarono ancora verso Komaron e Presburgo, mentre il 28 giugno Napoleone, che necessitava di rinforzi dopo il fallimento di Essling, comunicò al viceré che l'Armata d'Italia sarebbe passata alle dipendenze dirette della Grande Armata e che avrebbe dovuto raggiungere al più presto Vienna per il raggruppamento generale. Il ruolo dell'Armata d'Italia fu molto importante anche nella grande battaglia finale di Wagram del 5 e 6 luglio 1809; organizzate in due corpi d'armata le truppe del viceré dopo qualche segno di debolezza nei confusi combattimenti del 5 luglio, sferrarono il giorno seguente l'attacco finale al centro dello schieramento austriaco. L'assalto, a cui presero parte tre divisioni francesi dell'armata guidate dal generale Macdonald, contribuì alla vittoria di Napoleone; nella battaglia l'Armata d'Italia, costituita da 20.300 soldati, subì 6.350 perdite.

### La catastrofe in Russia
Per la decisiva campagna di Russia Napoleone ritenne essenziale concentrare tutte le forze disponibili; egli quindi prescrisse all'inizio del febbraio 1812 al viceré Eugenio di organizzare la difficile marcia di trasferimento dell'Armata d'Italia dal territorio del Regno fino al Niemen. L'imperatore aveva assegnato al viceré il comando di una delle tre masse principali in cui egli aveva organizzato la Grande Armata; Eugenio avrebbe mantenuto il comando dell'Armata d'Italia, che sarebbe diventata ufficialmente il IV corpo della Grande Armata, e avrebbe controllato anche il VI corpo, costituito in maggioranza da truppe bavaresi. L'Armata d'Italia iniziò la marcia verso l'est il 23 febbraio 1812 ed attraversò le Alpi; essa era costituita da due divisioni francesi, dalla divisione italiana del generale Domenico Pino, dalla Guardia reale italiana del generale Teodoro Lechi e da reparti aggregati di cavalleria; in totale 46.000 soldati, divisi in 54 battaglioni di fanteria e 20 squadroni di cavalleria.

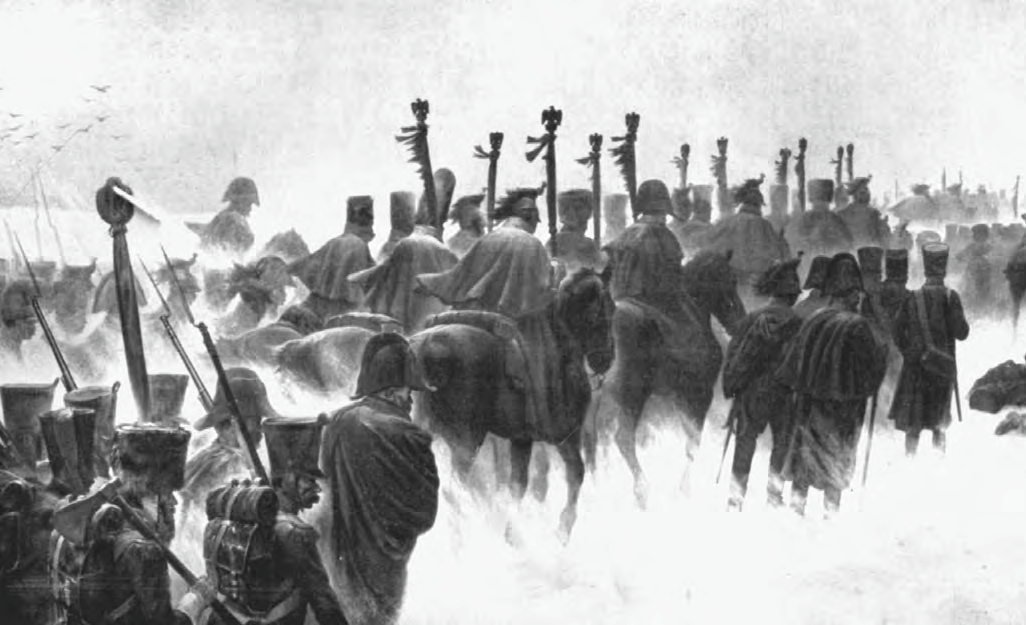
La disastrosa ritirata della Grande Armata in Russia, coinvolse anche l'Armata d'Italia, denominata IV corpo, che venne totalmente distrutta.

La campagna di Russia ebbe inizio il 24 giugno 1812 con l'attraversamento del Niemen e l'Armata d'Italia, divenuta IV corpo della Grande Armata, prese parte a tutte le fasi principali delle operazioni; subendo continue perdite, dovute alle difficili condizioni ambientali ed alle carenze organizzative, le truppe francesi e italiane del viceré Eugenio marciarono, insieme agli altri corpi d'armata, fino a Vitebsk, Orša e Smolensk. Le truppe del viceré si distinsero nei sanguinosi combattimenti di Borodino del 7 settembre 1812; il IV corpo, costituito da due divisioni francesi e la Guardia reale italiana e rafforzato da altre due divisioni francesi sottratte al I corpo, conquistò il villaggio di Borodino e poi sferrò l'attacco decisivo alla "Grande Ridotta". Il IV corpo d'armata partecipò quindi all'ultima fase dell'avanzata fino a Mosca che venne raggiunta il 14 settembre; la Grande Armata rimase della città russa fino al 18 ottobre quando riprese la marcia, inizialmente dirigendosi verso sud; l'Armata d'Italia in questa fase era già scesa a soli 18.000 soldati a causa delle perdite per i combattimenti e per la disgregazione dei reparti.
I soldati francesi e italiani del IV corpo d'armata combatterono strenuamente durante tutta la lunga e tragica fase della ritirata; dopo aver brillantemente respinto i russi nella battaglia di Malojaroslavec, dove ebbero un ruolo determinante i reparti italiani, le truppe del viceré sfuggirono al nemico dopo la battaglia di Vjazma del 4 novembre, mentre subirono dure perdite nella disastrosa battaglia del Vop e nella battaglia di Krasnoi del 15 novembre. Il IV corpo d'armata fu spesso alla retroguardia e rischiò più volte di essere tagliato fuori e distrutto. Pur avendo evitato di essere accerchiata, l'Armata d'Italia era ormai decimata a causa dei continui scontri, del clima e della disorganizzazione; a Smolensk il 14 novembre era ridotta a soli 5.000 uomini ancora inquadrati oltre a molti migliaia di sbandati, mentre dopo la battaglia di Krasnoi scese a 4.000 soldati. Al termine della campagna nel gennaio 1813 il IV corpo d'armata poté radunare sulla Vistola solo 1.700 soldati, i superstiti della vecchia Armata d'Italia.
Il viceré Eugenio, che aveva preso il comando temporaneo dei resti della Grande Armata dopo la partenza di Napoleone per Parigi ed aveva combattuto nella prima fase della nuova campagna in Germania della primavera 1813, ritornò nel Regno d'Italia per ricostituire un esercito e difendere lo Stato dall'imminente offensiva austriaca. Il viceré riuscì ad organizzate un nuovo esercito con giovani reclute francesi e coscritti italiani, ammassando oltre 50.000 soldati in una nuova Armata d'Italia che si sarebbe battuta lealmente per difendere il regno fino alla caduta di Napoleone nell'aprile 1814.

## Comandanti in capo dell'Armata d'Italia

### Prima coalizione
- dal 7 novembre al 25 dicembre 1792: generale Jacques Bernard d'Anselme,
- dal 10 febbraio al 4 marzo 1793: generale Armand Louis de Gontaut-Biron
- dal 5 marzo all'8 agosto 5 1793: generale Gaspard Jean-Baptiste Brunet
- dal 9 agosto 1793 al 20 novembre 1794: generale Pierre Jadart du Merbion
- dal 21 novembre 1794 al 5 marzo 1795: generale Barthélemy Schérer
- dal 6 marzo al 28 settembre 1795: generale François Christophe Kellermann, comandante dell'Armata d'Italia e dell'Armata delle Alpi
- dal 29 settembre 1795 al 26 marzo 1796: generale Barthélemy Schérer
- dal 27 marzo 1796 al 16 novembre 1797: generale Napoleone Bonaparte

### Seconda coalizione
- dal 22 dicembre 1797 al 3 aprile 1798: generale Louis Alexandre Berthier
- dal 4 aprile al 31 ottobre 1798: generale Guillaume Brune
- dal 1º novembre 1798 al 31 gennaio 1799: generale Barthélemy Joubert
- dal 1º febbraio al 6 marzo 1799: generale Antoine Guillaume Delmas
- dal 12 marzo al 26 aprile 1799: generale Barthélemy Schérer
- dal 27 aprile al 4 agosto 1799: generale Jean Victor Moreu
- dal 5 al 15 agosto 1799: generale Barthélemy Joubert
- dal 15 agosto al 20 settembre 1799: generale Jean Victor Moreau
- dal 21 settembre al 30 dicembre 1799: generale Jean Étienne Championnet
- dal 16 gennaio al 21 agosto 1800: generale Andrea Massena
- dal 22 agosto 1800 al 7 marzo 1801: generale Guillaume Brune

### Guerre napoleoniche
- dal 23 agosto 1805 al 1º marzo 1807: maresciallo Andrea Massena
- dal gennaio 1809 al dicembre 1812: viceré Eugenio di Beauharnais